# 中野傳助
中野傳助（なかの でんすけ、天保2年（1831年） - 明治37年（1904年）1月24日）は、幕末から明治にかけての事業家で初代草津町長。

## 略歴
中野傳助は天保2年（1831年）に近江栗太郡岡本村（後の志津村）の鈎権右衛門の次男として生まれ、嘉永4年（1851年）先代傳助の婿養子として中野家に入った。中野家は室町時代栗太郡田上で北野社領代官を行っていた中野加賀守宗成の末裔とされ、六角氏衰退に伴い土豪化し、元文4年（1739年）中野彦十郎は膳所藩主本多家より村政に功績ありとして、30石を褒賞として賜ったとされる。田上村が水害により大被害を被って後に矢倉に移住した。
文久年間（1861年 - 1863年）に養父が死去し、中野家を継いだ。傳助は中野家当主名で当時は肥料商を営んでいたが、酒造業精油業を新たに起こし大いに家政は栄えたと伝えられる。元治元年（1864年）敦賀にて帆船一艘を購入し、蝦夷地との交易を開始し蝦夷地より魚肥類を持ち帰り、上方で肥料として売り捌くことにより巨利を稼いだ。この頃、売りに出ていた草津名物『姥ヶ餅』屋の株を買い取った。明治に入り『姥ヶ餅』屋は、矢倉の本店のほかに、明治初期に草津宿内の六丁目（現草津三丁目）、東海道と山田道との追分辺りに支店を出店した。
明治15年（1882年）6月20日、滋賀県議会議員を務める野洲郡守山村吉身の岡田逸治郎の3男久治郎を娘みさの婿として迎え入れ、養嗣子とし善次郎と名を改めさせた。明治25年（1892年）草津に鉄道が延伸すると停車場前に『姥ヶ餅』店を新たに設け、これにより草津駅利用者は名物として競って買い求めたと伝えられる。傳助は草津駅前の『姥ヶ餅』店新設をもって家督を養嗣子善次郎に譲り隠居した。
隠居となったが村中より推薦があり明治27年（1894年）草津村長に就任、町制移行を岡田逸治郎等と共に働きかけ明治30年（1897年）草津町が誕生し初代町長となった。村長・町長として合せて8年間地方行政に精励した後に県会議員にも選出されたが、明治37年（1904年）1月24日死去した。なお、自由民権運動にも関与し、明治22年1889年9月草津町矢倉の『姥ヶ餅本店』で山崎友親が中心となり岡田逸治郎等が参加した「湖東苦楽府」と称する政治結社が結成された。